# Orologio di Augusto
L'orologio di Augusto (latino: Horologium Augusti), conosciuto anche come meridiana di Augusto (Solarium Augusti), era un monumento nel Campo Marzio di Roma antica: costruito nel 10 a.C. sotto l'imperatore romano Augusto, comprendeva un obelisco egizio eretto inizialmente sotto il faraone Psammetico II, utilizzato come gnomone; un tempo si riteneva che il Solarium fosse un'imponente meridiana, oggi si ritiene più comunemente che fosse utilizzato con una linea meridiana per tenere traccia dell'anno solare secondo la riforma giuliana del calendario. Dal punto di vista politico, celebrava la conquista romana dell'Egitto da parte di Augusto. Il Solarium fu distrutto a un certo punto durante il Medioevo. L'obelisco, recuperato nel Rinascimento, è oggi noto come Obelisco di Montecitorio.

## Storia
Fu fatto edificare dall'imperatore Augusto servendosi dell'opera di Manlio Matematico, con un decreto del Senato del 13 a.C. per celebrare le conquiste della Gallia e della Spagna. Venne concluso nel 9 a.C..
Il monumento era formato da una vasta area pavimentale rettangolare orientata Nord Sud di circa 4 metri x 75 metri, pavimentata in travertino e sulla quale tracciate, con listelli di bronzo, le indicazioni dei giorni di calendario. Utilizzava come gnomone un grande obelisco egiziano in granito rosso, dell'altezza di circa 30 metri, prelevato dalla città di Eliopoli.
All'estremità vi era una sfera di bronzo che proiettava la sua ombra sulla Linea meridiana il mezzodì, indicando la posizione del Sole sull'eclittica (la stagione giorno per giorno)

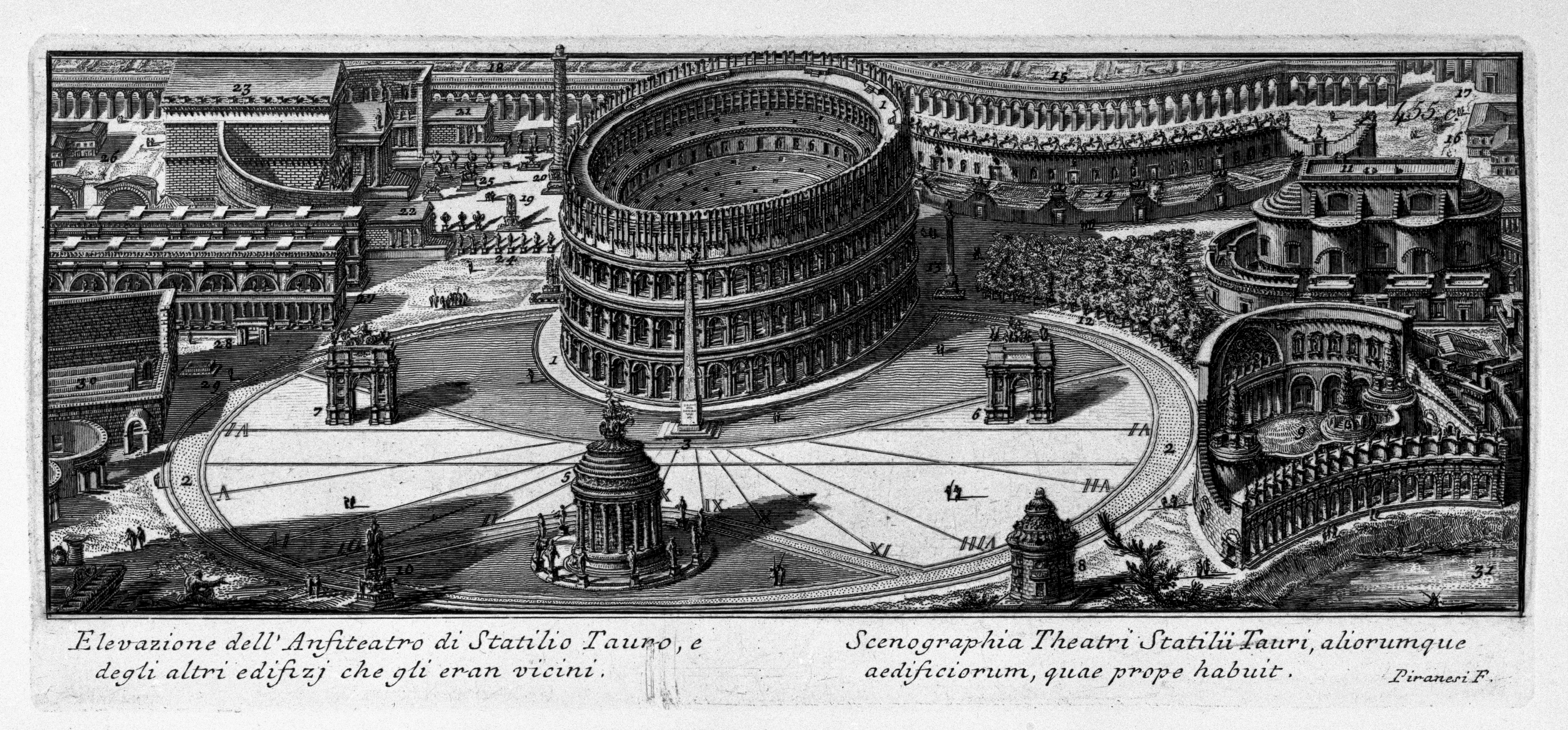
Ricostruzione fantasiosa dell'orologio di Augusto in un'incisione settecentesca di Piranesi

L'obelisco fu trasportato con grandi difficoltà via mare e poi lungo il Tevere in un lungo viaggio durato circa due anni. Sbarcato al Foro Boario, il monolito fu trascinato fino alla sua collocazione nel Campo Marzio per essere rialzato nella posizione prevista. Plinio il Vecchio ne descrisse il funzionamento in due "loci" della sua monumentale opera. In uno questo "loci" (Plinio il V. N.H. II, 35) egli spiega esattamente che dopo 365 giorni e un quarto la posizione dell'ombra della sfera ritorna nella sua posizione di 4 anni prima: si trattava da parte di Augusto della verifica del ciclo calendariale del calendario giuliano che era stato male applicato dal 44 a.C. in poi fino al 9 a.C., appunto l'anno dell'inaugurazione dell'obelisco, quando le ombre della sfera indicarono che gli anni del ciclo giuliano erano quattro e non tre.
Nel Medioevo, forse nel IX secolo, l'obelisco crollò a terra, rompendosi in cinque pezzi. Riscoperto nel XV secolo, fu rialzato durante il pontificato di papa Pio VI, divenendo l'obelisco di Montecitorio.
Nel 1979, all'interno di una serie di cantine del Campo Marzio, fu rinvenuto ad una profondità di 8 metri un tratto dell'antica pavimentazione della piazza, riportante una linea graduata e iscrizioni in greco riferibili a simboli zodiacali.